# Rum

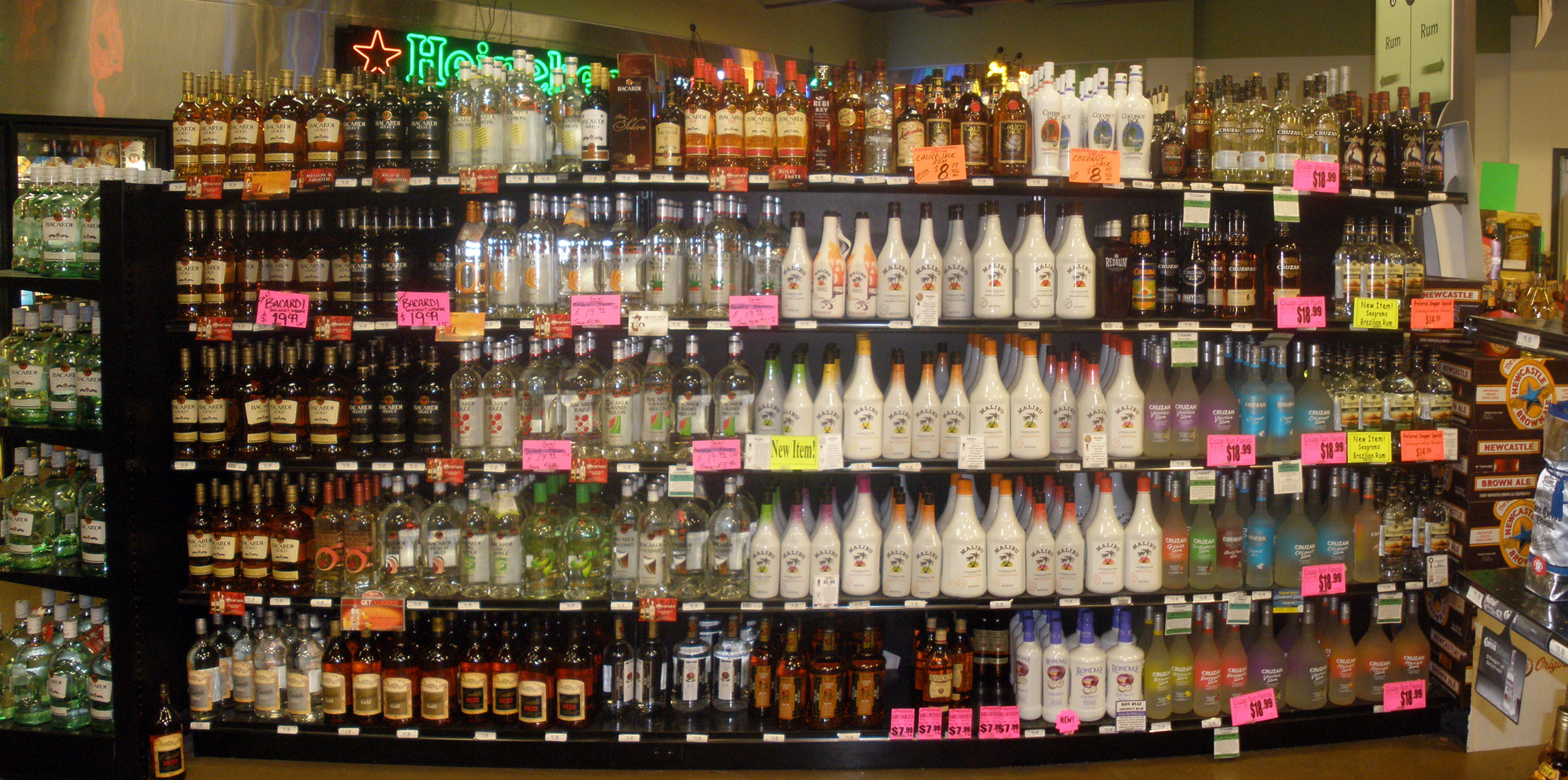
Quầy rượu rum trong một cửa hàng rượu

Rượu rum nhãn Government House, được sản xuất bởi nhà máy chưng cất của Công ty Quần đảo Virgin ở St. Croix, khoảng năm 1941

Rum là một thức uống có cồn chưng cất được làm từ các sản phẩm phụ từ mía, chẳng hạn như mật, hoặc trực tiếp từ nước mía, bằng một quá trình lên men và chưng cất. Rượu chưng cất được, một chất lỏng trong suốt, sau đó thường được ủ trong thùng gỗ sồi.
Phần lớn việc sản xuất rượu rum của thế giới được thực hiện ở vùng Caribbean và Mỹ Latinh. Rum cũng được sản xuất tại Úc, Bồ Đào Nha, Áo, Canada, Fiji, Ấn Độ, Nhật Bản, Mauritius, Nepal, New Zealand, Philippines, Đảo Reunion, Nam Phi, Tây Ban Nha, Thụy Điển, Đài Loan, Thái Lan, Vương quốc Anh và Hoa Kỳ.
Rum được sản xuất theo các nồng độ khác nhau. Rum nhẹ thường được sử dụng trong các loại cocktail, trong khi rượu rum "vàng" và "dark" thường được tiêu thụ thẳng hoặc gọn gàng, trên đá, hoặc được sử dụng để nấu ăn, nhưng hiện nay thường được dùng sau khi đã được trộn (blend). Rums Premium cũng có sẵn, được dùng để uống trực tiếp hoặc với đá.
Rum đóng một phần trong văn hóa của hầu hết các hòn đảo ở Tây Ấn cũng như ở The Maritime và Newfoundland. Thức uống này có các hiệp hội nổi tiếng với Hải quân Hoàng gia Anh (nơi nó được pha với nước hoặc bia để tạo ra grog) và cướp biển (nơi nó được tiêu thụ như bumbo). Rum cũng từng là phương tiện trao đổi kinh tế phổ biến, được sử dụng để giúp tài trợ cho các doanh nghiệp như buôn bán nô lệ (xem Thương mại tam giác), tội phạm có tổ chức và nổi dậy quân sự (ví dụ, Cách mạng Mỹ và Cuộc nổi dậy Rum của Úc).

## Từ nguyên

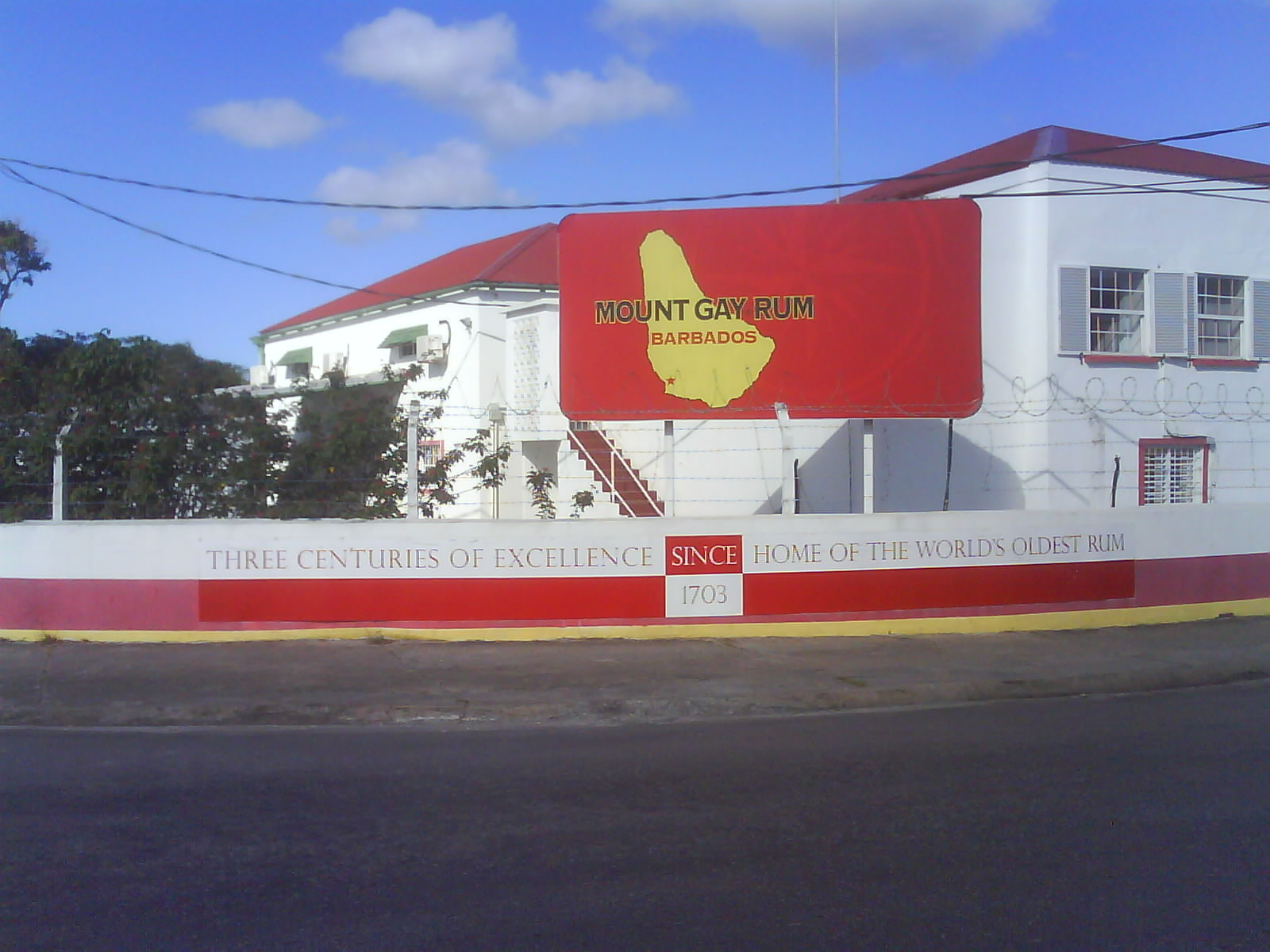
Trung tâm du khách Mount Gay Rum ở Barbados tuyên bố là công ty rượu rum hoạt động lâu đời nhất thế giới, với chứng thư được xác nhận sớm nhất có từ năm 1703.

Nguồn gốc của từ "rum" nói chung là không rõ ràng. Trong một bài luận năm 1824 về nguồn gốc của từ này, Samuel Morewood, một nhà từ nguyên học người Anh, đã đề xuất từ này có thể bắt nguồn từ tiếng lóng của Anh là "tốt nhất", như trong "having a rum time". Ông đã viết: 
As spirits, extracted from molasses, could not well be ranked under the name whiskey, brandy, or arrack, it would be called rum, to denote its excellence or superior quality.

 Với hương vị khắc nghiệt của rượu rum thuở sơ khai, cách giải thích này là không thể. Morewood sau đó đã đề xuất một khả năng khác: rằng từ này được lấy từ âm tiết cuối cùng của từ Latin cho đường, sacarum. Quan điểm này thường được chấp nhận cho đến ngày nay.
Các giả thuyết cạnh tranh có rất nhiều. Một người đề xuất rằng từ này xuất phát từ tên tiếng Thổ Nhĩ Kỳ của người Hy Lạp, Rum, vì một số rượu rum sớm nhất đã được các Kitô hữu người Hy Lạp chưng cất ở phía đông Địa Trung Hải. Các nhà từ nguyên học khác đã đề cập đến từ rum Romani, có nghĩa là "mạnh" hoặc "mạnh". Những từ này đã được liên kết với ramboozle và rumfustian, hai loại đồ uống phổ biến của Anh vào giữa thế kỷ 17. Tuy nhiên, cả hai đồ uống trên không được làm với rượu rum, mà làm từ trứng, men bia, rượu vang, đường và các loại gia vị khác nhau. Nguồn gốc có thể xảy ra nhất là một phiên bản rút gọn của rumbullion hoặc rumb Fir. Cả hai từ này đều xuất hiện trong tiếng Anh cùng thời với rum (Joan Coromines tuyên bố năm 1651 là bản ghi âm đầu tiên của "rumbullion", và 1654 cho "rum" - 1770 cho bản ghi âm đầu tiên bằng tiếng Tây Ban Nha của ron), và là từ lóng cho " huyên náo "hoặc" náo động". Đây là một lời giải thích thuyết phục hơn nhiều, và mang lại hình ảnh của những người đàn ông gãy xương đang chiến đấu tại các ngôi nhà trên đảo, là phiên bản đầu tiên của quán bar.
Một tuyên bố khác là tên được lấy từ những chiếc ly uống nước lớn được sử dụng bởi các rummer người Hà Lan được gọi là người roemer, từ tiếng Hà Lan, nghĩa là chiếc ly uống nước. Các lựa chọn khác bao gồm rút gọn của từ iterum, tiếng Latin nghĩa là "một lần nữa, lần thứ hai", hoặc arôme, tiếng Pháp nghĩa là mùi thơm.
Bất kể nguồn gốc ban đầu là gì, cái tên này đã được sử dụng phổ biến vào năm 1654, khi Tòa án Tổng hợp Connecticut ra lệnh tịch thu "bất kỳ loại rượu nào của Barbados, thường được gọi là rượu rum, tiêu diệt quỷ và những thứ tương tự". Một thời gian ngắn sau đó vào tháng 5 năm 1657, Tòa án Tổng hợp Massachusetts cũng quyết định thực hiện bất hợp pháp việc bán rượu mạnh "cho dù được biết đến với tên rumme, nước mạnh, rượu vang, rượu mạnh, v.v." 
Trong cách sử dụng hiện tại, tên được sử dụng cho rượu rum thường dựa trên nơi xuất xứ của nó.
Đối với các rượu rum từ các địa phương nói tiếng Tây Ban Nha, từ ron được sử dụng. Một ron añejo ("rượu rum cũ") chỉ ra một loại rượu rum đã có tuổi đáng kể và thường được sử dụng cho các sản phẩm cao cấp.
Rhum là thuật ngữ thường phân biệt rượu rum làm từ nước mía tươi với rượu rum làm từ mật mía ở các địa phương nói tiếng Pháp như Martinique. Rhum vieux ("rượu rum cũ") là một loại rượu rum lâu đời của Pháp đáp ứng một số yêu cầu khác.
Một số trong số rất nhiều cái tên khác cho rum là máu của Nelson, giết ma quỷ, nước quỷ, đồ uống của cướp biển, neater của hải quân, và nước Barbados. Một phiên bản rượu rum từ Newfoundland được gọi bằng cái tên screech, trong khi một số rums West Indies cấp thấp được gọi là tafia.

### Thuộc địa Bắc Mỹ

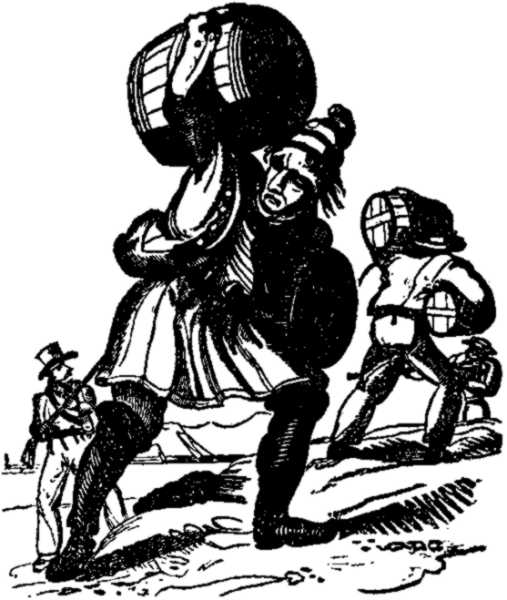
Cướp biển mang rượu rum vào bờ để mua nô lệ như được mô tả trong The Pirates Own Book của Charles Ellms

### Rum Hải quân

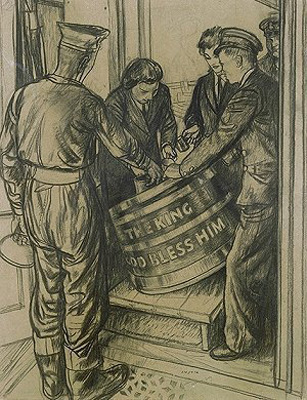
Wrens trong Thế chiến II phục vụ rượu rum cho một thủy thủ từ một chiếc thùng có dòng chữ "The King God Bless Him" - Robert Sargent Austin

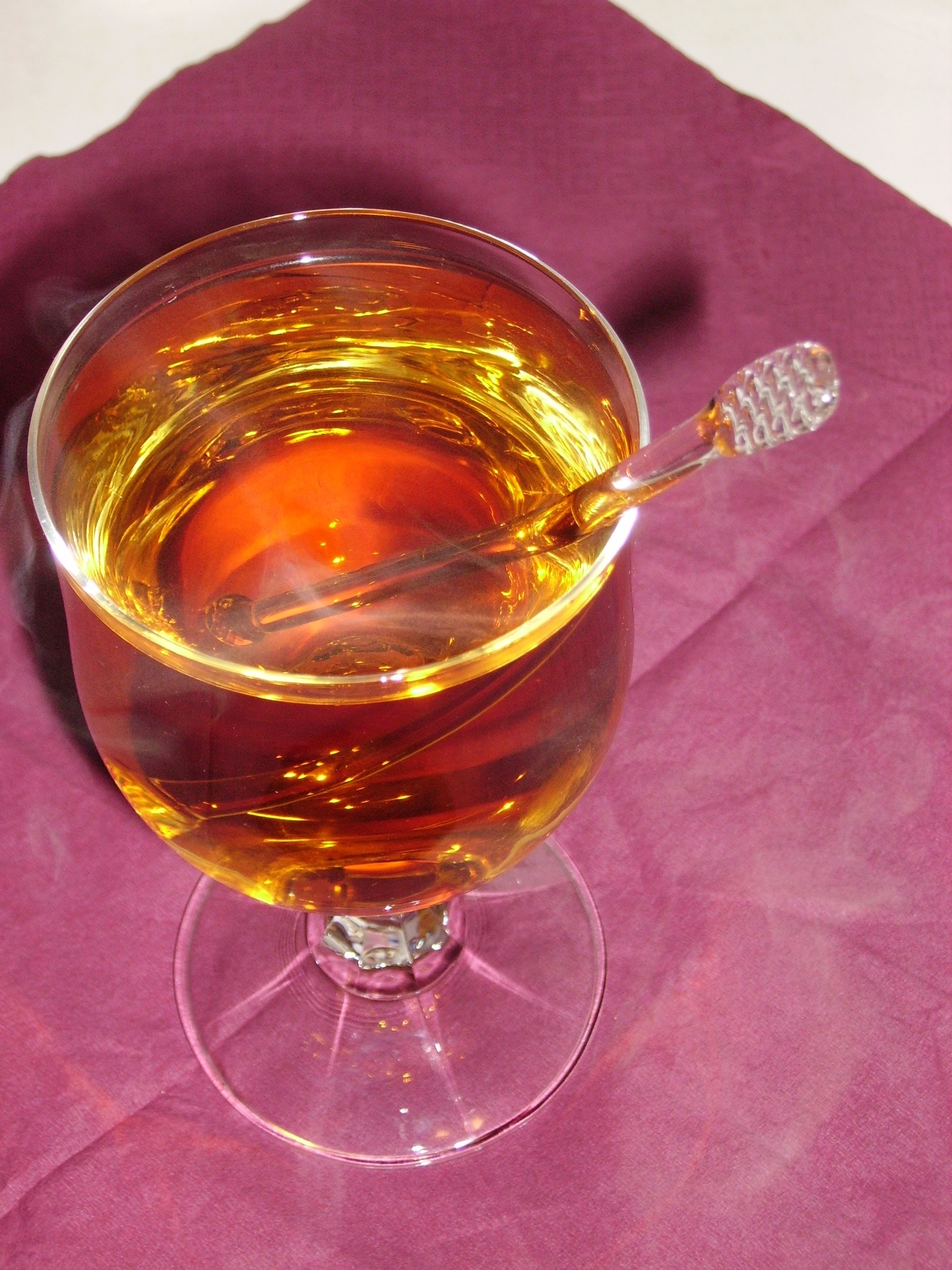
Rum grog

## Lịch sử